# Атимније
Атимније (грч. Ἀτύμνιος) је у грчкој митологији било име више личности. 

## Етимологија
Ово име је изведено од грчких речи atos и hymnos и значи „ненасићен херојском хвалом“.

## Митологија
- Атимније је био син Зевса и Касиопеје у кога су била заљубљена Европина деца и због њега се завадила. Слично се говорило и за Милета, Аполоновог сина.[2] Други извори као његову мајку наводе Фениксу (или Фојниксу)[1], а као његовог оца, Феникса. Према Аполодору, он је своју љубав поклонио Сарпедону. Изгледа да је био поштован у Гортину на Криту заједно са Европом.[3]
- У Хомеровој „Илијади“, копљаник у пратњи ликијског краља Сарпедона. Био је Амисодаров син и Мидонов отац. У тројанском рату га је убио Антилох.[4]
- Још један учесник тројанског рата, син Ематиона и нимфе Пегазиде, кога је убио Одисеј.[4]